# Tam Đa
Tam Đa là một xã thuộc tỉnh Bắc Ninh, Việt Nam.

## Địa lý
Xã Tam Đa có vị trí địa lý:
- Phía đông giáp các phường Kinh Bắc và Võ Cường
- Phía tây giáp các xã Yên Phong và Yên Trung
- Phía nam giáp xã Tiên Du
- Phía bắc giáp phường Vân Hà.

Xã Tam Đa có diện tích 20,52 km², dân số 36.730 người, mật độ dân số đạt 1.789 người/km².

## Hành chính
Xã Tam Đa được chia thành 4 thôn: Phấn Động, Đại Lâm, Thọ Đức, Đức Lý.

## Lịch sử
Trong thời kỳ lịch sử, xã Tam Đa đã nhiều lần thay đổi tên gọi và tên đơn vị hành chính khác nhau.
Năm 1947, các xã Phấn Động, Đại Lâm, Thọ Đức hợp nhất thành xã Tam Đa.
Năm 1963, một số hộ dân ở huyện Lý Nhân (Hà Nam) lên khai hoang lập ấp ở địa phương lập ra thôn Đức Lý.
Năm 1964, thôn Đức Lý thuộc xã Tam Đa, từ đó đến nay xã Tam Đa gồm có 4 thôn.
Ngày 16 tháng 6 năm 2025, Ủy ban Thường vụ Quốc hội ban hành Nghị quyết số 1658/NQ-UBTVQH15 của UBTVQH về việc sắp xếp các đơn vị hành chính cấp xã của tỉnh Bắc Ninh năm 2025. Theo đó, sắp xếp toàn bộ diện tích tự nhiên, quy mô dân số của các xã Thụy Hòa, Đông Phong và Tam Đa thành xã mới có tên gọi là xã Tam Đa.

## Kinh tế
Tam Đa là miền đất mầu mỡ lại có vị trí chiến lược nằm bên sông Cầu- tuyến đường thủy quan trọng trong đời sống kinh tế và trong sự nghiệp dựng nước và giữ nước của dân tộc. Lợi thế đó, khiến Tam Đa là miền quê có lịch sử lâu đời, con người tới đây cư trú làm ăn lập làng từ xưa. Ở các làng, các nhà nghiên cứu đã phát hiện nhiều dấu tích như mộ cổ, nhiều đồ gốm sứ thời Bắc thuộc và thời Lý – Trần...
Hoạt động kinh tế chính của nhân dân Tam Đa từ xưa là làm ruộng cấy lúa nước, trồng rau màu, kết hợp đánh bắt tôm cá, trông dâu nuôi tằm dệt lụa, chăn nuôi lợn, nấu rượu. Chợ Phấn Động, Chợ Đại Lâm là trung tâm buôn bán trao đổi hàng hóa nông sản ở địa phương.
Trong công cuộc đổi mới, hoạt động kinh tế ở Tam Đa đã có bước chuyển dịch mạnh mẽ sang sản xuất hàng hóa. Ngoài việc trồng các cây lương thực có năng suất cao, nhân dân các làng phát triển nhiều nghề thủ công như sản xuất đồ mây tre, nghệ mộc, phát triển chăn nuôi lơn kết hợp với nấu rượu, chế biến lương thực (như mỳ, đậu phụ), phát triển các ngành dịch vụ. Các công trình trường học, trạm xã, nhà làm việc của UBND xã được xây dựng kiên cố khang trang.
Tam Đa là một xã vốn có truyền thống văn hiến và cách mạng, đời sống văn hóa tinh thần của nhân dân vừa phong phú, vừa mang bản sắc địa phương. Nhân dân các làng đều theo tín ngưỡng thờ phật, thờ tổ tiên và thờ Thành hoàng làng. Toàn xã có 9 di tích, đền, chùa, nghè được xếp hạng cấp quốc gia; các di tích được nhà nước và nhân dân xây dựng quy hoạch và đầu tư, tu bổ. Trong đó có 02 đình (Đại Lâm và Thọ Đức), 03 chùa (Đại Lâm, Phấn Động, Thọ Đức), 04 đền (Đại Lâm (02 đền), Phấn Động, Thọ Đức) và 01  nghè (Đại Lâm); các đình, đền, nghè đều là những công trình tín ngưỡng thờ các vị danh tướng có công đánh giặc giữ nước, trong đó có những danh tướng là người địa phương như: ông cả Đống Mai, quan đề lĩnh Tứ thành Nguyễn Tiến Đan... Bên cạnh đó, lễ hội truyền thống của các thôn làng được duy trì, phát huy và phát triển trở thành sinh hoạt văn hóa cộng đồng giàu giá trị nhân văn, các lễ hội đền Phấn Động, hội làng Đại Lâm, hội Thọ Đức là những lễ hội lớn ở trong vùng với nhiều trò vui đặc sắc và hấp dẫn tiêu biểu là đua thuyền, bơi trải, chọi gà...

## Văn hóa
Xã trước kia có 3 làng cổ là: Đại Lâm, Phấn Động, Thọ Đức. Ngày nay có thêm làng Đức Lý (những người gốc Nam Hà di cư ra những năm chiến tranh chống thực dân Pháp).

### Đình Thọ Đức
Đình Thọ Đức là di tích lịch sử văn hóa lâu đời trên địa bàn xã Tam Đa, huyện Yên Phong tỉnh Bắc Ninh. Cũng giống như các làng cổ khác thuộc lưu vực sông Cầu, sông Thương, sông Cà Lồ. Làng Thọ Đức thờ đức thánh Tam Giang – những vị tướng nổi tiếng trung quân ái quốc dưới thời Triệu Việt Vương.
Theo truyền thuyết thánh Tam Giang: Ngày xưa ở làng Vân Mẫu, thành phố Bắc Ninh có một người con gái tên là Phùng Từ Nhan. Năm 18 tuổi, Từ Nhan chiêm bao thấy thần Long từ trên trời hạ xuống quấn mình trên sông Lục Đầu, sau đó bà mang thai 14 tháng và sinh hạ được cái bọc 5 con: 4 trai 1 gái. Do là con trời ban cho nên bà lấy họ Trương của Ngọc Hoàng đặt cho các con là Trương Hống, Trương Hát, Trương Lừng, Trương Lẫy và Trương Đạm Nương. Thời gian sau đó, Ngọc Hoàng sai Lã Tiên Ông xuống trần dạy văn võ cho 5 người con tại bãi Tràng Học gần nhà Cổ Trạch. Năm an hem đều văn võ song toàn, lớn lên hưởng ứng lời kêu gọi của Triệu Việt Vương, họ xung phòng làm tướng tiến đánh giặc Lương ở đầm Dạ Trạch và giành thắng lợi lớn. Trương Hống được phong tướng trấn giữ làng Tiên Tảo (Sóc Sơn, Hà Nội), Trương Hát được phong tướng trấn giữ làng Tam Lư (Từ Sơn, Bắc Ninh).
Khi Triệu Quang Phục lên ngôi vua, Lý Phật Tử đã đem quân đánh lại nhưng không thắng, bèn dùng kế cầu hôn gả con. Trương Hống và Trương Hát đã can Triệu Việt Vương nhưng Vua không nghe nên bị mắc mưu rồi bị đánh bại. Lý Phật Tử đoạt được ngôi vua, biết các ông là tướng tài giỏi bèn cho người mời ra làm quan. Song các ông nhất lòng trung quân, mắng lại rằng: "Tôi trung chẳng thờ hai vua, huống hồ hắn là kẻ vong ơn bội nghĩa?" Biết không thể khuất phục được, Lý Phật tử lệnh truy bắt các ông khắp nơi. Các ông biết không thoát được liền tự vẫn ở dòng sông Cầu để giữ trọn tấm lòng trung với vua. Ngọc Hoàng Thượng đế cảm thương đã sắc phong Trương Hống, Trương Hát làm thần sông. Nhân dân 372 làng dọc theo sông Cầu và các nơi hai ông từng đóng quân đánh giặc đều thương tiếc, lập đền thờ làm Thần. Các triều đại nhà Ngô, Đinh, Lê, Lý sau đó được âm phù giữ yên bờ cõi nên đều phong anh em họ Trương là Đức thánh Tam Giang - đại vương thượng đẳng thần. Thánh Tam Giang còn gắn liền với huyền thoại ra đời tác phẩm Nam quốc sơn hà, bản tuyên ngôn độc lập đầu tiên của người Việt.